# Holden Ute
Holden Ute – samochód osobowy klasy średniej-wyższej produkowany przez australijską firmę Holden od roku 2000 w oparciu o model Commodore. Charakteryzował się 2-drzwiowym nadwoziem typu pick-up.
Przed 2000 rokiem Holden sprzedawał użytkowe samochody oparte na modelu Commodore pod nazwami Holden Utility (VG) i Holden Commodore utility (VP, VR, VS), nazwa “Holden Ute” była jednak używana już wcześniej. HSV przygotowało w oparciu o Ute podrasowaną odmianę pickupa - Maloo. 
Początkowo jako podstawowe źródło napędu wykorzystywano silnik V6 3.8 Ecotec konstrukcji Buicka. Opcjonalnie dostępna była jednostka V8 5.7 LS1 Generation III zastąpiona w 2006 przez V8 6.0 L76 Generation 4 oraz niedługo później przez L98. W 2004 jednostkę V6 Buicka zastąpiono nowocześniejszym odpowiednikiem V6 3.6 Alloytec.
Od 2009 roku Ute miał być eksportowany do Stanów Zjednoczonych pod nazwą Pontiac G8 ST wraz z 4-drzwiowym sedanem G8 opartym na Commodore. Plan nie doszedł jednak skutku z powodu kryzysu roku 2008 i zmiany polityki General Motors.
Obecnie produkowana jest druga generacja modelu (seria VE). Pierwsza generacja modelu powstawała w trzech seriach: VU, VY i VZ.

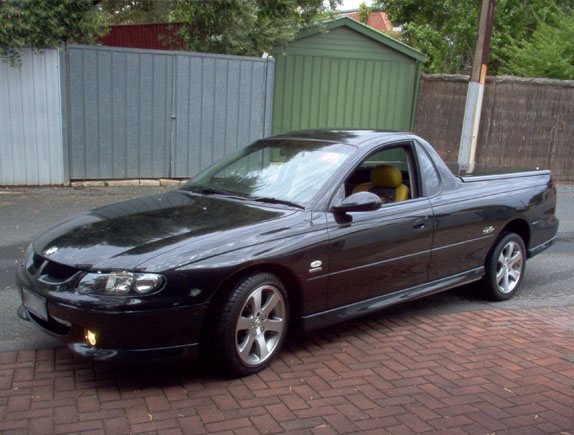
2001 Holden VU II Ute Fifty SS
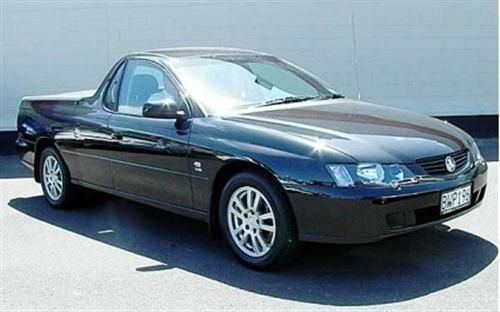
2003–2004 Holden VY II Ute S
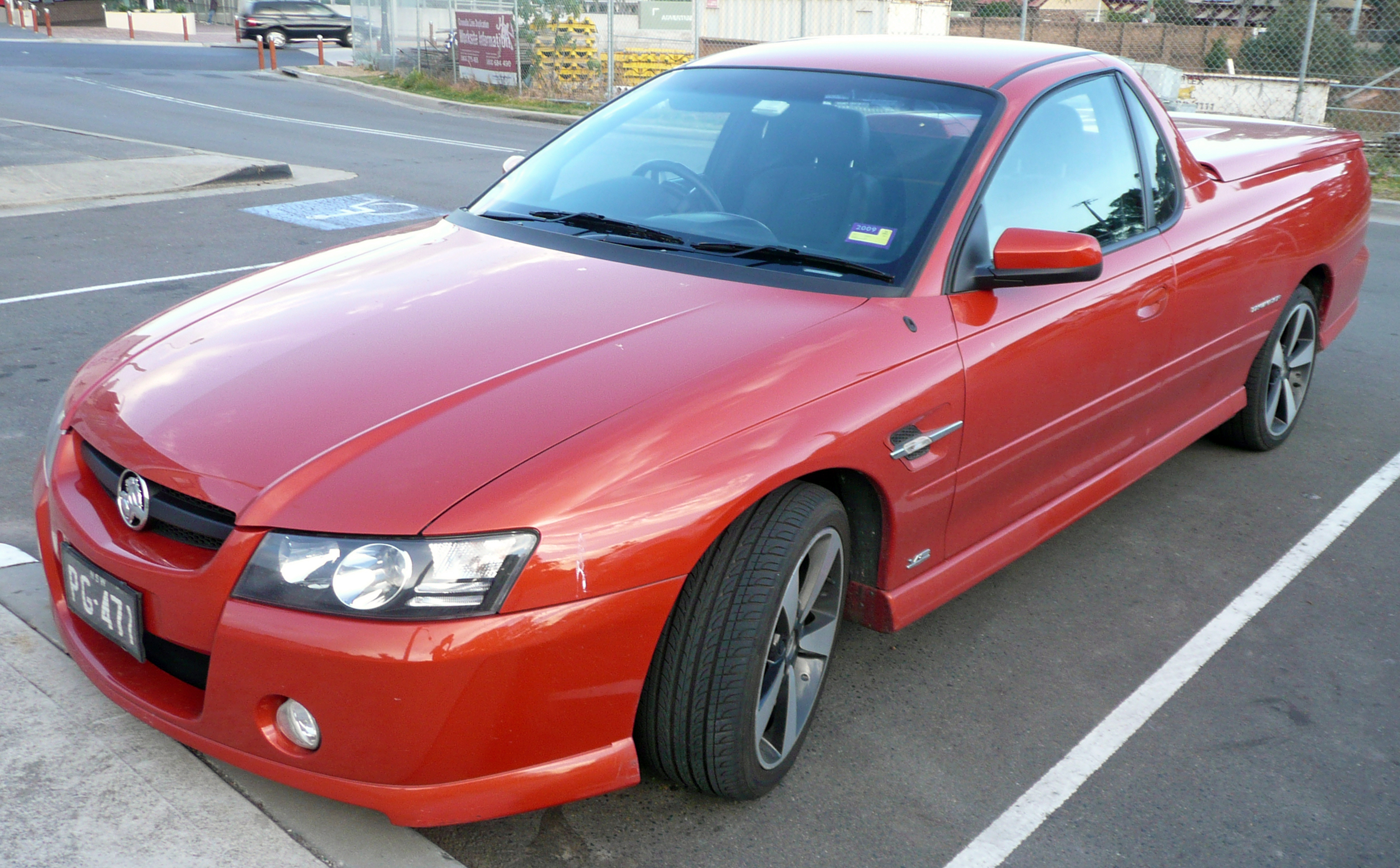
2006–2007 Holden VZ Ute Thunder SS
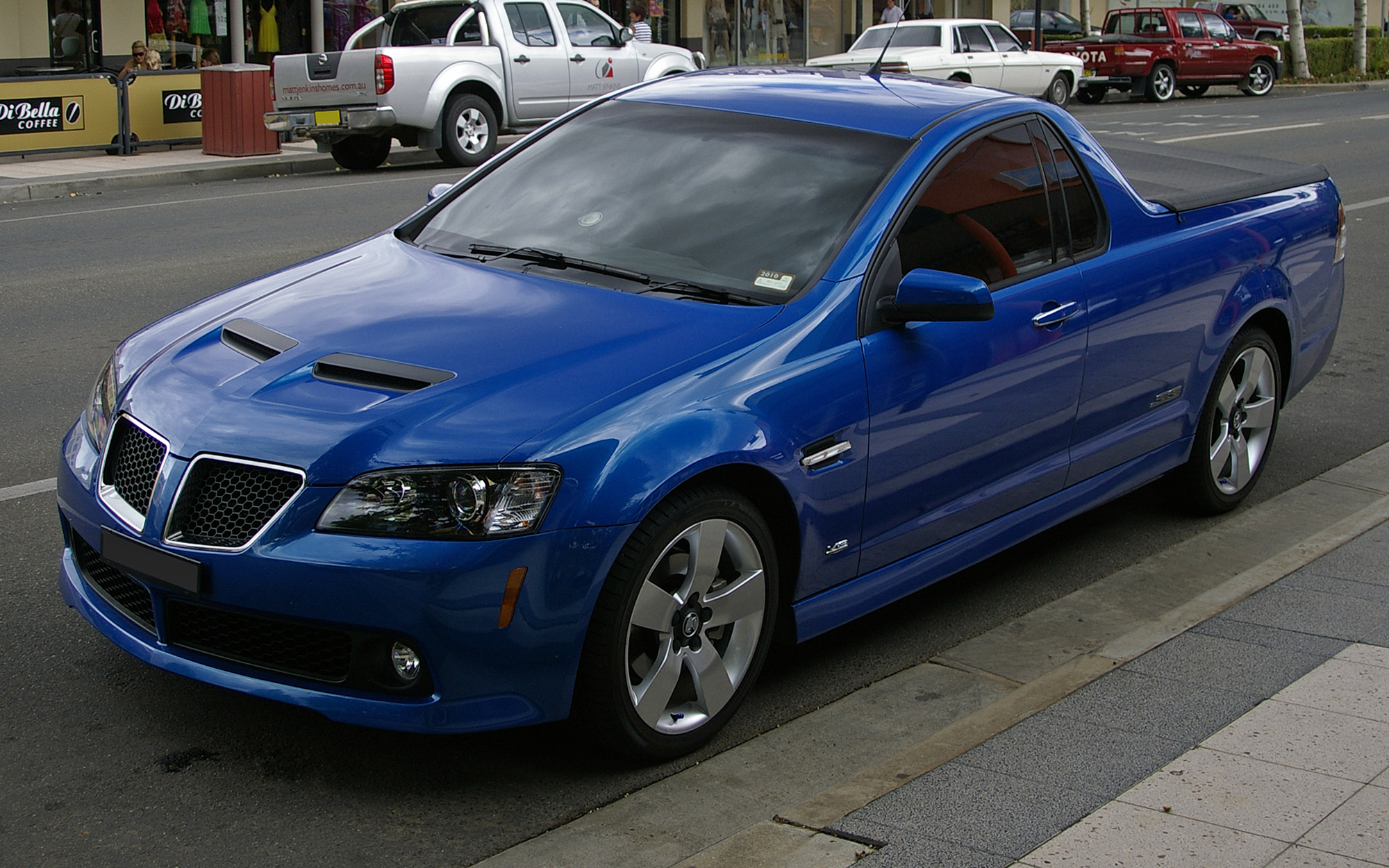
2009–2010 Holden VE Commodore (MY10) SS V Special Edition Ute